# Saint-Germain-lès-Arpajon
Saint-Germain-lès-Arpajon ist eine französische Gemeinde mit 11.577 Einwohnern (Stand: 1. Januar 2022) im Département Essonne der Region Île-de-France. Sie liegt im Arrondissement Palaiseau und zum Kanton Arpajon.
Die Einwohner werden Germinois genannt.

## Geographie
Saint-Germain-lès-Arpajon liegt an der Orge, einem Nebenfluss der Seine.

### Nachbargemeinden
Umgeben ist Saint-Germain-lès-Arpajon von den Gemeinden Linas im Norden, Leuville-sur-Orge im Nordosten, Brétigny-sur-Orge im Osten und Südosten, La Norville im Süden, Arpajon im Westen und Südwesten sowie Ollainville im Nordwesten.

## Geschichte
Früher war der Name der Gemeinde Saint-Germain-lès-Châtres.
Der Schatz von Saint-Germain-lès-Arpajon besteht aus fast 34.000 römischen Münzen aus dem 3. Jahrhundert der 2008 gefunden wurde. Der Schatz ist bemerkenswert für sein außergewöhnliches Volumen und die Möglichkeit, dass er detailliert untersucht wurde.

## Sehenswürdigkeiten

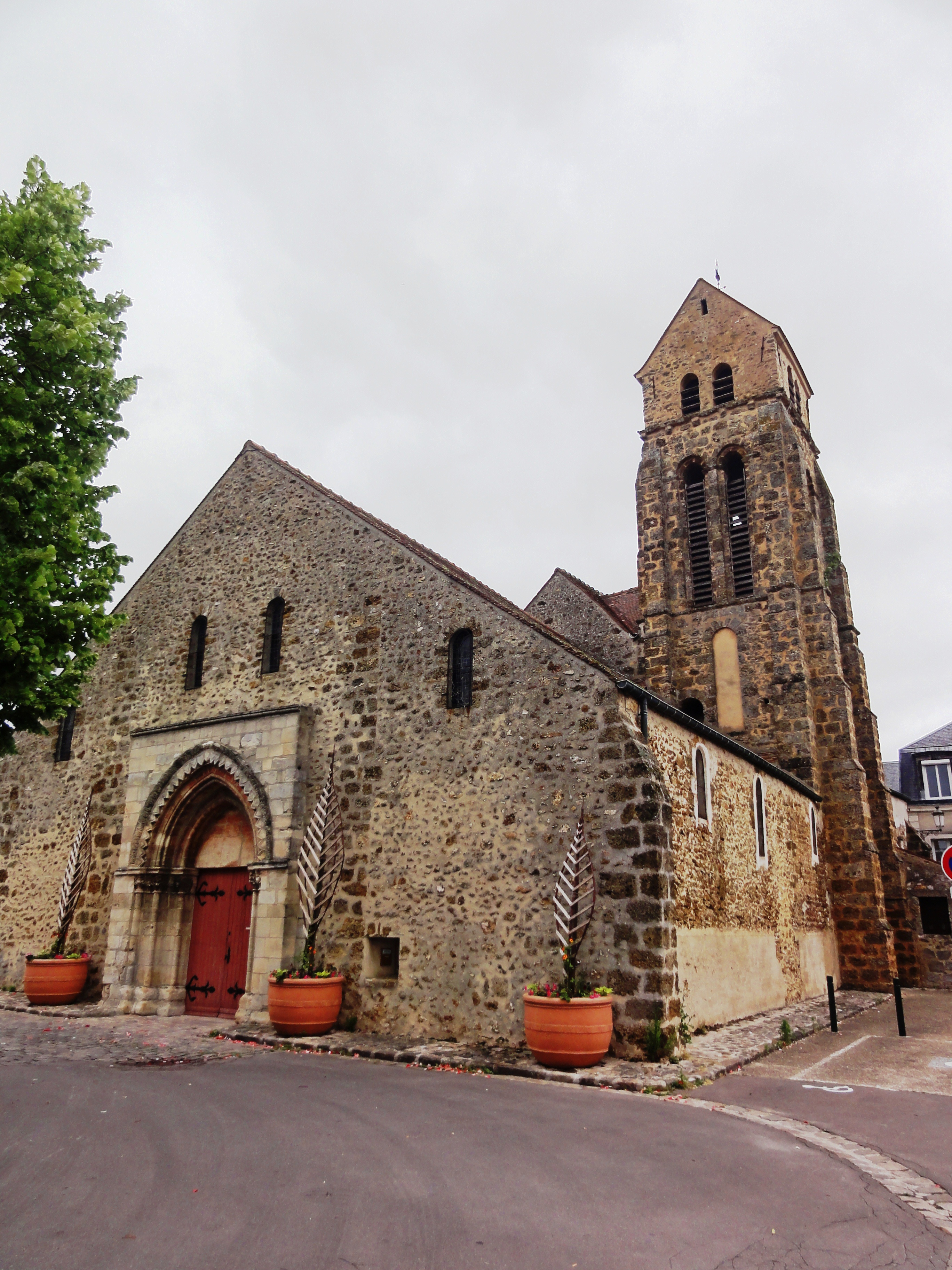
Kirche Saint-Germain

- Kirche Saint-Germain-d’Auxerre, errichtet im 11. und 12. Jahrhundert, seit März 1926 Monument historique
- Mühlen Boisselle, Falaise und Fourcon
- Château de Chanteloup

## Persönlichkeiten
- Korbinian (670/680–724/730), erster Bischof von Freising, Missionar